# Zhang Yan
Dans ce nom chinois, le nom de famille, Zhang, précède le nom personnel.
Pour les articles homonymes, voir Zhang Yan (biathlon), Zhang Yan (football) et Zhang.
Zhang Yan fut le chef des bandits de la montagne Noire, un des groupes de bandits affilié aux bandits de Heishan, durant la fin de la dynastie Han en Chine antique. 
Il dirigeait une force de cent mille hommes et résista à Yuan Shao avec Gongsun Zan. Il offrit plus tard en 205, son soutien à Cao Cao dans sa lutte contre Yuan Shao pour lequel il fut nommé « Général qui pacifie le Nord ». Peu après en l'an 205, il se soumit à Cao Cao avec son armée entière. Ce dernier, heureux de voir ses forces grossirent par des troupes supplémentaires, nomma Zhang Yan marquis du village de Anguo. 